# The Dirty Dozen: The Very Best of 1979–1983
The Dirty Dozen: The Very Best of 1979–1983 ist eine Best-of-Kompilation der schweizerischen Hard-Rock-Band Krokus.

## Hintergrund
The Dirty Dozen: The Very Best of 1979–1983 ist die zweite Best-of-Zusammenstellung von Krokus, die nach der Trennung von der Plattenfirma Ariola über dieselbe veröffentlicht wurde. Dies war möglich, weil das Label nach wie vor die Rechte an den zwischen 1980 und 1986 veröffentlichten Alben besaß. Im Gegensatz zur ersten Kompilation Stayed Awake All Night: The Best Of, die auf dem amerikanischen Markt publiziert wurde, war diese Kompilation für den europäischen Markt gedacht. The Dirty Dozen: The Very Best of 1979–1983 wird oftmals als die bisher beste Kollektion von Krokus-Hits gesehen, da sie ausschließlich Songs aus der Ära von Metal Rendez-Vous bis Headhunter enthält und die eher poppigeren Werke The Blitz und Change of Address nicht berücksichtigt wurden. Außerdem wurde die Spielzeit einer CD – im Gegensatz zu Stayed Awake All Night: The Best Of – nahezu gänzlich ausgenutzt.

## Titelliste
1. Night Wolf (4:10) (Fernando von Arb/Chris von Rohr/Marc Storace/Butch Stone) (von Headhunter)
2. Bad Boys, Rag Dolls (3:50) (von Arb/von Rohr/Storace) (von One Vice at a Time)
3. Playin’ the Outlaw (4:05) (von Arb/von Rohr/Storace/Freddy Steady) (von One Vice at a Time)
4. American Woman (3:37) (Randy Bachman/Burton Cummings/Jim Kale/Garry Peterson) (von One Vice at a Time)
5. Down the Drain (3:20) (von Arb/von Rohr) (von One Vice at a Time)
6. Stayed Awake All Night (4:44) (Bachman) (von Headhunter)
7. Ready to Burn (3:54) (von Arb/von Rohr/Mark Kohler/Storace/Stone) (von Headhunter)
8. Rock City (4:43) (von Arb/von Rohr) (von Hardware)
9. Easy Rocker (5:27) (von Arb/von Rohr) (von Hardware)
10. Bedside Radio (3:18) (von Arb/von Rohr/Jürg Naegeli) (von Metal Rendez-Vous)
11. Heatstrokes (4:00) (von Arb/von Rohr) (von Metal Rendez-Vous)
12. Smelly Nelly (3:38) (Tommy Kiefer/von Arb/von Rohr) (von Hardware)
13. She’s Got Everything (3:57) (von Arb/von Rohr) (von Hardware)
14. Long Stick Goes Boom (5:15) (von Arb/von Rohr/Storace) (von One Vice at a Time)
15. Headhunter (4:30) (von Arb/von Rohr/Storace/Stone) (von Headhunter)
16. Eat the Rich (4:14) (von Arb/von Rohr/Storace/Stone) (von Headhunter)
17. Screaming in the Night (6:38) (von Arb/von Rohr/Storace/Stone/Kohler) (von Headhunter)

### Coverversionen
- „American Woman“ ist eine The-Guess-Who-Coverversion. Das Lied wurde ursprünglich 1970 auf dem gleichnamigen Album The Guess Who veröffentlicht.
- „Stayed Awake All Night“ ist eine Bachman-Turner-Overdrive-Coverversion. Das Lied wurde ursprünglich 1973 auf dem Album Bachman-Turner Overdrive veröffentlicht.

## Besetzung

### Metal Rendez-Vous
Gesang: Marc Storace
Leadgitarre: Tommy Kiefer
Rhythmusgitarre: Fernando von Arb
Bass: Chris von Rohr
Schlagzeug: Freddy Steady

### Hardware
Gesang: Marc Storace
Leadgitarre: Tommy Kiefer
Rhythmusgitarre: Fernando von Arb
Bass, Percussion: Chris von Rohr
Schlagzeug: Freddy Steady

### One Vice at a Time
Gesang: Marc Storace
Leadgitarre: Fernando von Arb
Rhythmusgitarre: Mark Kohler
Bass, Percussion: Chris von Rohr
Schlagzeug: Freddy Steady

### Headhunter
Gesang: Marc Storace
Leadgitarre: Fernando von Arb
Rhythmusgitarre: Mark Kohler
Bass, Percussion: Chris von Rohr
Schlagzeug: Steve Pace